# Каркасон (настільна гра)
Каркасо́н (нім. Carcassonne) — настільна гра німецького стилю на основі плиток. Розроблена Клаусом-Юрґеном Вреде (нім. Klaus-Jürgen Wrede) в 2000 році, видавалась Hans im Glück в Німеччині. У 2001 році була удостоєна нагороди «Гра року» в Німеччині (нім. Spiel des Jahres). На 2018 рік у світі продано понад 10 мільйонів екземплярів гри .
Гра полягає в покроковому збиранні ігрового поля і розміщенні на ньому фішок своїх підданих. В залежності від того, на яку місцевість поставлена фішка, вона стає лицарем, селянином, монахом або розбійником.

## Правила
Створення поля
На початку гри на полі викладається «стартовий квадрат». У фірмовій версії він відрізняється від всіх іншим забарвленням сорочки. Стартовий квадрат містить всі можливі елементи місцевості, що виключає проблему нестикування квадратів. Після цього гравці визначають черговість ходу і починають викладати ігрове поле. Квадрати можна ставити тільки так, щоб вони відповідали поруч розташованим квадратам. Причому місцевість на них повинна зістиковуватися (дороги з дорогами, міста з містами, поля з полями).
Фішки

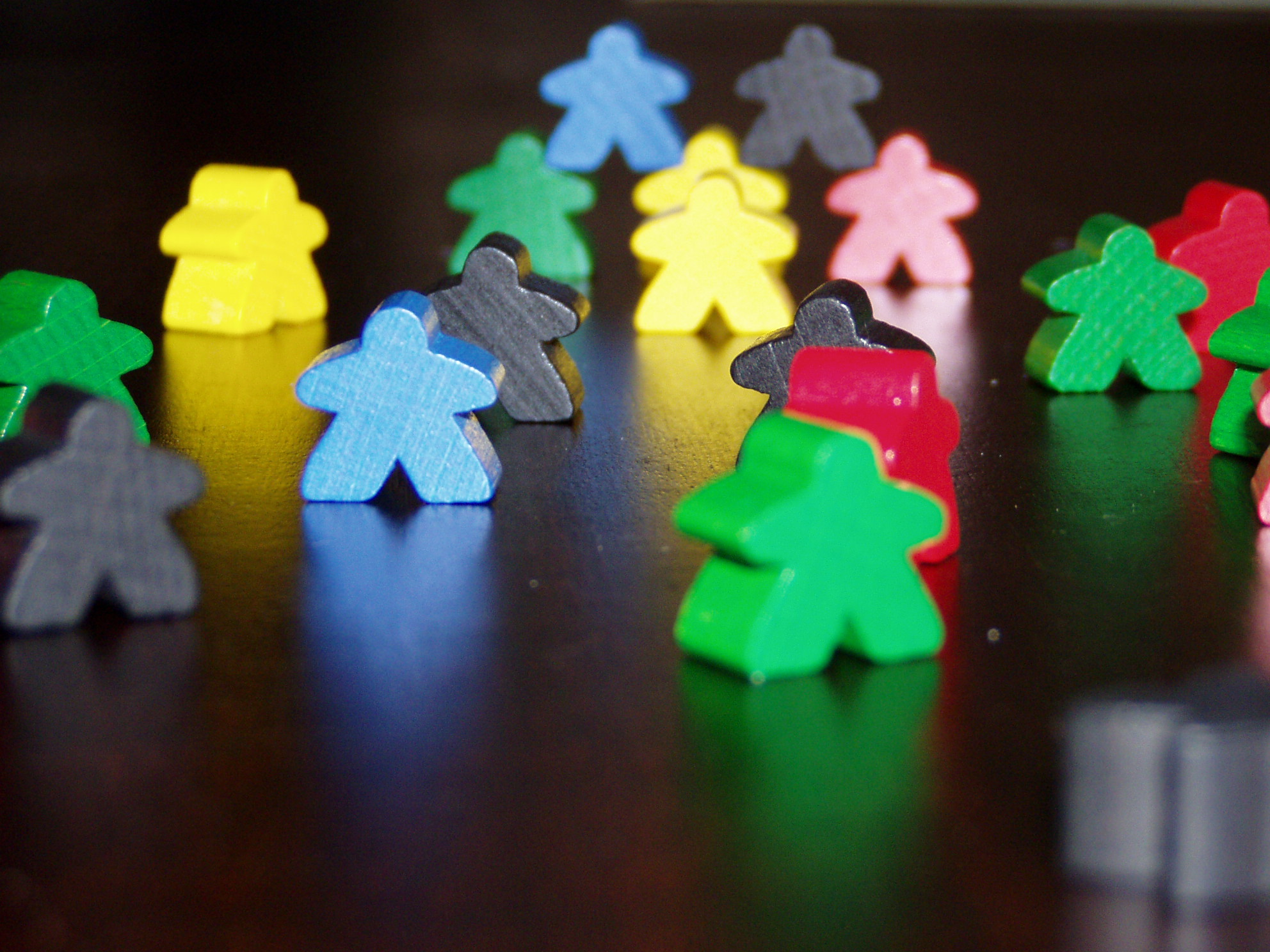
«Міпли» — ігрові фігурки

Кожен гравець має у своєму розпорядженні 8 фішок підданих (одна з них використовується для підрахунку балів). Ви може виставити одного свого підданого на карту після того, як виставите черговий «квадрат» поля. При цьому гравець не може ставити фігурку на об'єкт (місто, дорогу чи поле), котрий вже зайнятий іншим гравцем. Але в процесі гри об'єкти можуть об'єднатися в єдине ціле. Фігурки повертаються до гравця після того, як їхній об'єкт завершений. Відповідно, фішка може принести очки кілька разів за гру. Виняток становлять селяни — вони залишаються на полі до кінця гри.
Переможні очки
Виставлені на полі фішки приносять бали, як тільки об'єкт, який вони займають, завершений. Тобто, як тільки дорога дійшла до якогось кінця, місто повністю оточене стінами, а монастир — повністю оточений будь-якими квадратами. Недобудовані об'єкти приносять бали в кінці гри, проте в деяких випадках менше, ніж добудовані.
Кінець гри
Гра закінчується, як тільки закінчуються всі невиставлені на поле квадрати. Після цього виконується підрахунок балів для решти фішок на полі. Виграє гравець, який набрав найбільше балів.

## Комплектація гри
Базовий набір гри «Каркасон» включає в себе:
- 72 квадрати ділянок землі;
- 40 фішок п'яти кольорів;
- поле шкали підрахунку очок;
- правила гри.

Вміст доповнень «Абат» і «Річка»:
- 5 фішок абатів
- 12 квадратів з річкою

## Варіанти гри

### Незалежні ігри (спіноф)
Окрім оригінальної ігри, Клаус-Юрґен Ред створив багато її самостійних варіантів зі схожою ігровою механікою:
- «Каркасон. Мисливці та збирачі» (Carcassonne: Hunters and Gatherers), 2002 рік. Збережено механіку базової версії та внесено нові ускладнюючі елементи. У цій версії замість доріг — річки з озерами, замість міст — ліси. Додаткові очки приносять риби в озерах та додаткові тайли — самородки в лісах. Загалом, «Мисливці та збирачі» — складніший варіант гри в порівнянні з базовою, і вона менше підходить для дітей.
- «Каркасон. Фортеця» (Carcassonne: The Castle), 2003 рік. Спеціальний варіант гри, розрахований на двох гравців. Ігрове поле обмежене фортечною стіною, яка збирається з фрагментів і одночасно служить лічильною доріжкою очків. На кутових вежах стіни випадково розкладаються спеціальні жетони, що дають додаткові можливості власнику. На відміну від базової версії, за незавершені елементи очки не даються. Вперше з'являються фішки цитаделей — для підрахунку очок за найбільший збудований будинок.
- «Каркасон. Нові землі» (Carcassonne: The Discovery), 2007 рік. У цій версії дуже багато відмінностей від базової механіки: у розпорядженні гравця є набагато менше підданих, і вони не знімаються за фактом завершення будівництва, складніші правила підрахунку очок із масою нюансів. Крім того, зменшується масштаб карти будівництва: перед нами гори та моря, а міста мають вигляд лише точок на карті.
- «Ковчег Заповіту» (The Ark of the Covenant), 2003 рік.
- «Каркасон. Місто» (Carcassonne — The City), 2004 рік. Найкрасивіший варіант гри. Кожне видання гри містить дерев'яні елементи міської стіни. Сам процес гри розбивається на три етапи, де, починаючи з другого, можна будувати стіни міста та розміщувати стражників.
- «Мандрівний Каркасон» (Travel Carcassonne), 2007 рік, похідне видання базової гри.
- «Діти Каркасона» (The Kids of Carcassonne), 2009 рік, дитячий варіант гри. Спрощені правила, де гра більше нагадує двомірне доміно. Основним будівельним елементом є вулиці. Комплект гри містить 36 тайлів, за рахунок чого партія зазвичай укладається в 30 хвилин.
- «Каркасон. Амазонка» (Carcassonne: Amazonas), 2016 рік. Нова гра у лінійці Каркасон. Цього разу відважним миплам належить вирушити на Амазонку. Гравці отримують очки за відкриття нових тварин, а також відвідування нових сіл. А той, хто досягне кінця річки, отримає бонус.

### Розширення базової гри «Каркасон 1.0»
Додатки нижче підходять для базового «Каркасона» до редизайну 2014 року.
- «Річка» (The River), 2001 рік — мінідоповнення.
- «Таверни та собори» (Carcassonne: Expansion 1 — Inns & Cathedrals), 2002 рік. Містить набір фішок для шостого гравця. Склад гри: 18 квадратів місцевості, 8 підданих сірого кольору, 6 великих підданих різних кольорів, 6 жетонів для підрахунку очок.
- «Купці та будівельники» (Carcassonne: Expansion 2 — Traders & Builders), 2003 рік. Склад гри: 24 квадрати місцевості, 20 жетонів товарів, 6 свиней різних кольорів, 6 будівельників різних кольорів.
- «Король та розвідник» (King & Scout), 2003 рік — мінідоповнення. Цей комплект складається із двох окремих розширень. «Король» містить 7 тайлів для базової гри «Каркасон» і «Розвідник» — 5 тайлів для незалежної гри «Каркасон. Мисливці та збирачі». 7 тайлів із «Короля», половина цього доповнення, також доступні в розширенні «Каркасон. Граф, король і грабіжник» (Carcassonne: Expansion 6 — Count, King & Robber).
- «Облога» (The Siege), 2004 рік — мінідоповнення.
- «Граф Каркасон» (The Count of Carcassonne), 2004 — мінідоповнення. Склад гри: 1 граф, 1 планшет Каркасона.
- «Принцеса і дракон» (Carcassonne: Expansion 3 — The Princess & The Dragon), 2005 рік. Склад гри: 30 квадратів місцевості, 1 фея, 1 дракон.
- «Річка 2» (The River II), 2005 рік — мінідоповнення. Склад гри: 12 квадратів річки.
- The Mini Expansion, 2006 рік — мінідоповнення.
- «Каркасон. Вежа» (Carcassonne: Expansion 4 — The Tower), 2006 рік. Склад гри: 18 квадратів місцевості, 30 ярусів веж, 1 картонна вежа.
- «Абат і мер» (Carcassonne: Expansion 5 — Abbey & Mayor), 2007 рік. Склад гри: 12 квадратів місцевості, 6 квадратів абатств, 6 мерів різних кольорів, 6 комор різних кольорів, 6 возів різних кольорів.
- «Граф, король і грабіжник» (Carcassonne: Expansion 6 — Count, King & Robber), 2007 рік. Збірка поєднує у собі кілька доповнень:
  - «Король і розвідник» (King & Scout, 2003);
  - «Граф Каркасон» (The Count of Carcassonne, 2004);
  - «Річка 2» (The River II, 2005);
  - «Культ» (The Cult, 2008) — вперше представлено у цій збірці.
- «Культ» (The Cult), 2008 рік — мінідоповнення. Склад гри: 5 квадратів місцевості.
- «Каркасон. Катапульта» (Carcassonne: Expansion 7 — The Catapult), 2008 рік.
- «Колесо Фортуни» (Carcassonne: Wheel of Fortune), 2009 рік. Альтернативна версія базової гри. Може замінювати звичайний Каркасон у грі з доповненнями. Склад гри: 72 квадрати місцевості, 40 підданих (8×5 кольорів), 1 рожева свиня, доріжка підрахунку очок, планшет Колеса Фортуни.
- «Тунель» (Tunnel), 2009 рік — мінідоповнення.
- «Мости, замки та базари» (Carcassonne: Expansion 8 — Bridges, Castles and Bazaars), 2010 рік. Склад гри: 12 квадратів місцевості, 12 мостів, 12 жетонів замків.
- «Кола на полях» (Crop Circles), 2010 рік — мінідоповнення. Склад гри: 6 квадратів місцевості.
- «Чума» (The Plague, 2010) — мінідоповнення
- «Ґанок» (La Porxada, 2010) — мінідоповнення
- «Фестиваль» (The Festival, 2011) — мінідоповнення
- «Привид» (The Phantom, 2011) — мінідоповнення
- «Школа» (The School, 2011) — мінідоповнення
- Carcassonne Minis (2012) — збірка мінідоповнень:
  - «Летальні апарати» (The Flying Machines, 2012). Склад гри: 8 квадратів місцевості, 1 особливий кубик
  - «Гонці» (The Messengers, 2012). Склад гри: 8 квадратів послань, 6 фішок гонців.
  - «Паром» (The Ferries, 2012). Склад гри: 8 квадратів місцевості, 8 фішок поромів
  - «Золоті рудники» (The Gold Mines, 2012). Склад гри: 8 квадратів місцевості, 16 фішок золотих злитків
  - «Маг і відьма» (Mage & Witch, 2012). Склад гри: 8 квадратів місцевості, 1 фішка мага і 1 фішка відьми
  - «Грабіжники» (The Robbers, 2012) . Склад гри: 8 квадратів місцевості, 6 фішок грабіжників
- «Кола на полях 2» (Corn Circles II, 2012). Склад гри: 6 квадратів місцевості.
- Інші мінідоповнення:
  - «Рози вітрів» (2012)
  - «Маленькі будівлі» (2012)
  - «Богатир на роздоріжжі і Баба Яга» (2012)
  - The Siege II (2013)
  - Carcassonne: Expansion 9 — Hills & Sheep (2014)
  - Klöster in Deutschland (2014)
  - «Великодній кролик» (2014)
  - Darmstadt (2014)
  - Halb so wild (2014)
  - Halb so wild II (2014)
  - Burgen in Deutschland (2015)
  - Die Stadttore (2015)
  - Das Labyrinth (2016)
  - German Cathedrals (2016)
  - «Соловей-Розбійник і Водяний» (2016)
  - «Ворожка» (2016)

### Розширення базової гри «Каркасон 2.0»
Додатки нижче підходять для нової версії Каркасона. Після редизайну 2014 року. Видання включає 2 розширення — «Річка» (The River)  і «Абатство» (The Abbot) .
- Bonusplättchen Spiel 2014 (2014) — мінідоповнення
- CutCassonne (2014) — мінідоповнення
- «Таверни та собори» (Carcassonne: Expansion 1 — Inns & Cathedrals), 2002 рік (2015 — New Edition)
- «Купці та будівельники» (Carcassonne: Expansion 2 — Traders & Builders), 2003 рік (2015 — New Edition)
- Bonusplättchen Spiel 2015 (2015) — мінідоповнення
- «Принцеса і дракон» (Carcassonne: Expansion 3 — The Princess & The Dragon), 2005 рік (2016 — New Edition)
- «Вежа» (Carcassonne: Expansion 4 — The Tower), 2006 рік (2016 — New Edition)
- «Абат і мер» (Carcassonne: Expansion 5 — Abbey & Mayor), 2007 рік (2016 — New Edition)
- «Лабіринт» (Das Labyrinth), 2016 рік — мінідоповнення
- «Спостережні вежі» (Watchtowers), 2016 рік — мінідоповнення
- Bonusplättchen Spiel 2016, 2016 рік — мінідоповнення
- «Граф, король і грабіжник» (Carcassonne: Expansion 6 — Count, King & Robber), 2007 рік (2017 — New Edition)
- «Мости, замки та базари» (Carcassonne: Expansion 8 — Bridges, Castles and Bazaars), 2010 рік (2017 — New Edition)
- The Festival, 2011 рік (2017 — New Edition) — мінідоповнення
- Die Märkte zu Leipzig (2017) — мінідоповнення. Додатково містить розширення для «Каркасон. Амазонка».
- Bonusplättchen Spiel 2017 — мінідоповнення
- Carcassonne: Expansion 10 — Under the Big Top (2017)
- Carcassonne: Expansion 9 — Hills & Sheep (2014) (2018 — New Edition)
- The Fruit-Bearing Trees (2018) — мінідоповнення
- The Barber-Surgeons (2018) — мінідоповнення
- Spiel Doch Mini Expansion (2018) — мінідоповнення. Додатково містить розширення для «Каркасон. Сафарі».
- Bonusplättchen Spiel 2018 (2018) — мінідоповнення
- The Tollkeepers (2019) — мінідоповнення
- Bonusplättchen Spiel 2019 (2019) — мінідоповнення
- Carcassonne: The Land Surveyors (2020)
- Carcassonne: Halb so Wild (2020)
- Carcassonne: Bonusplättchen Spiel 2020 (2020)
- Carcassonne: The Peasant Revolts (2020)
- Carcassonne: 20th Anniversary Edition (2021)
- Carcassonne: Bonusplättchen Spiel 2021 (2021)
- Carcassonne: The Gifts (2021)
- Carcassonne: The Signposts (2021)
- Mists over Carcassonne (2022)
- Carcassonne: Bonusplättchen Spiel 2022 (2022)
- Carcassonne: Ukraine Promo Tile (2022)
- Carcassonne: The Bets (2022)
- Carcassonne: 3D Starting Landscape (2023)
- Carcassonne: The Wonders of Humanity (2023)
- Mists over Carcassonne: The Spell Circles (2023)
- Carcassonne: The Drawbridges (2023)
- Carcassonne: Mini-Bundle I (2023)
- Carcassonne: The Wonders of Humanity Set II (2024)

### Розширення «Мисливців та збирачів»
- «Король та розвідник» (King & Scout, 2003). Цей комплект складається із двох окремих розширень. «Король» містить 7 квадратів місцевості для базової гри «Каркасон» і «Розвідник» — 5 квадратів місцевості для «Каркасон. Мисливці та збирачі». 7 фішок з короля, половина цього доповнення також доступні в розширенні «Carcassonne: Expansion 6 — Count, King & Robber».

## Українська локалізація
В Україні за локалізацію гри відповідала компания «Feelindigo». На її рахунку три гри:
- «Каркасон 3.0» (Carcassonne)
- «Carcassonne: Велике зібрання» (Carcassonne Big Box 3.0)
- «Каркасон для дітей» (My First Carcassonne)

## Турніри
Формат змагань з Каркассону передбачає використання лише базової гри (оригінальні 72 плитки) та змагання між двома гравцями.
Міжнародні турніри з Каркассону проводилися в Німеччині з 2003 по 2005 роки.

### Чемпіонат світу
Перший офіційний чемпіонат світу з Каркассону відбувся на фестивалі SPIEL у Ессен, Німеччина, у 2006 році. Щорічний чемпіонат світу проводиться на SPIEL кожного року, за винятком 2010 і 2023 років, коли турніри проходили під час фестивалю SPIEL, але в іншому місці — у Херне, Німеччина; а також 2020 року, коли змагання були скасовані через пандемію COVID-19.
Кваліфікація на Чемпіонат світу переважно зарезервована для національних чемпіонів, а також для чинного чемпіона світу. Починаючи з 2023 року, додано кілька додаткових можливостей для участі через «вайлд-карти"» включаючи переможців онлайн-турнірів Mind Sports Olympiad і провідні команди Світового командного онлайн-чемпіонату. У 2021 році кожна країна могла брати участь із двома гравцями, після скасування чемпіонату 2020 року.
Ральф Кверфурт виграв чемпіонат світу чотири рази. Панте́ліс Літсардопулос є іншим гравцем, який виграв чемпіонат світу більше одного разу, досягнувши фіналу п'ять років поспіль. Ельс Бултен є єдиною жінкою-чемпіоном.
| Рік  | Чемпіон світу           | 2 місце                 | 3 місце            | 4 місце             | Учасники |
| ---- | ----------------------- | ----------------------- | ------------------ | ------------------- | -------- |
| 2006 | Ральф Кверфурт          | Michael Wischounig      | David Korejtko     | Dávid Erdős         | 16       |
| 2007 | Sebastian Trunz         | Chen Wei-Chi            | Janne Jaula        | Henrik Fürstenberg  | 20       |
| 2008 | Ральф Кверфурт          | Martin Mojžiš           | Sebastian Trunz    | Stefan Leopoldseder | 20       |
| 2009 | Ральф Кверфурт          | Daniel Geromboux        | Matej Tabak        | Petri Savola        | 20       |
| 2010 | Ральф Кверфурт          | Martin Mojžiš           | Matej Tabak        | Randy Dreger        | 22       |
| 2011 | Els Bulten              | Shinnosuke Komukai      | Robert Mützner     | Martin Mojžiš       | 24       |
| 2012 | Martin Mojžiš           | Stefan Leopoldseder     | Matej Tabak        | Els Bulten          | 26       |
| 2013 | Pantelis Litsardopoulos | Martin Mojžiš           | Aleksejs Peguševs  | Maciej Śmieszek     | 36       |
| 2014 | Takafumi Mochizuki      | Pantelis Litsardopoulos | Matej Tabak        | Ricardo Jorge Gomes | 34       |
| 2015 | Pantelis Litsardopoulos | Takafumi Mochizuki      | Els Bulten         | Humberto Fukuda     | 32       |
| 2016 | Vladimir Kovalev        | Pantelis Litsardopoulos | Wannes Vansina     | Matej Tabak         | 36       |
| 2017 | Tomasz Preuss           | Pantelis Litsardopoulos | Davide Sandrin     | Matej Tabak         | 38       |
| 2018 | Genro Fujimoto          | Marian Curcan           | Kolja Stratmann    | Tomasz Preuss       | 34       |
| 2019 | Marian Curcan           | Ying Chien Chien        | Timofei Gretsenko  | Paolo Ballabeni     | 36       |
| 2021 | Maciej Polak            | Melvin Quaresma         | Tomasz Preuss      | Nuno Torres         | 42       |
| 2022 | Árpád Gere              | Min-Wei Chen            | Martin Mojžiš      | Hogne Jorgensen     | 34       |
| 2023 | Matt Tucker             | Aleksejs Peguševs       | Patrick Bekkenutte | Xiangyu Qin         | 42       |
| 2024 | Daniel Angelats         | József Tihon            | Bogdan Curcan      | Ning Ding           | 46       |

### Mind Sports Olympiad
З 2020 року на Mind Sports Olympiad проводяться міжнародні турніри з Каркассону в подібному форматі до Чемпіонату світу. У 2020 та 2021 роках проводився лише онлайн-турнір, але з 2022 року турніри проходять як онлайн, так і наживо в Лондоні.

#### Онлайн-турніри
| Рік  | Золото            | Срібло           | Бронза                        | Учасники |
| ---- | ----------------- | ---------------- | ----------------------------- | -------- |
| 2020 | Ricardo Araujo    | Bogdan Curcan    | Po Chun-Chang                 | 115      |
| 2021 | Aleksejs Peguševs | Siang Sheng Ling | Kei Tsi Daniel Cheng          | 141      |
| 2022 | Marian Curcan     | Batal Albotov    | Po Chun-Chang                 | 74       |
| 2023 | Jorim Mella       | Afonso Cavaco    | Francisco Javier Poveda Pérez | 161      |
| 2024 | Kriss Kaukis      | Otto Ikonen      | Ярослав Герасименко           | 168      |
| 2025 | Aleksejs Peguševs | Zvonimir Vlaic   | Pavel Hudec                   | 194      |

#### Турніри наживо
| Рік  | Золото                        | Срібло        | Бронза              | Учасники |
| ---- | ----------------------------- | ------------- | ------------------- | -------- |
| 2022 | Nicolas Basty                 | Matt Tucker   | Maciej Brzeski      | 28       |
| 2023 | Francisco Javier Poveda Pérez | Dani Angelats | Matt Tucker         | 34       |
| 2024 | Guilherme Neves               | Nuno Torres   | Ricardo Jorge Gomes | 34       |

### Командний онлайн-чемпіонат світу з Каркассону
У зв'язку зі скасуванням Чемпіонату світу в 2020 році, спільнота Каркассону з Каталонії вирішила створити онлайн-чемпіонат світу для команд, який проводиться кілька тижнів на платформі Board Game Arena. Турнір, названий Командним онлайн-чемпіонатом світу з Каркассону (WTCOC), використовує формат, в якому кожна команда обирає 5 гравців. Кожен з них грає з суперником три матчі за принципом «найкращий з трьох». Переможець отримує очко для своєї команди.
З другого випуску турніру, у 2021 році, WTCOC отримав офіційну підтримку видавця Hans Im Glück та організаторів Чемпіонату світу Spielezentrum. Починаючи з 2023 року, команди, які посіли перші чотири місця на WTCOC, отримали можливість направити додаткового учасника на Чемпіонат світу в Німеччині. У 2024 році це число зменшено до трьох команд.
| Рік  | Чемпіон світу | 2 місце | 3 місце   | 4 місце         | Учасники |
| ---- | ------------- | ------- | --------- | --------------- | -------- |
| 2020 | Японія        | Росія   | Німеччина | Румунія         | 21       |
| 2021 | Японія        | Росія   | Румунія   | Каталонія       | 29       |
| 2022 | Японія        | Китай   | RCP       | Португалія      | 25       |
| 2023 | Китай         | RCP     | Латвія    | Іспанія         | 32       |
| 2024 | Японія        | Франція | Угорщина  | Велика Британія | 36       |
| 2025 | Японія        | Чилі    | Україна   | Польща          | 38       |

### ETCOC
| Рік  | Чемпіон Європи | 2-ге місце | 3-тє місце | 4-те місце      | Команди-учасники |
| ---- | -------------- | ---------- | ---------- | --------------- | ---------------- |
| 2020 | Німеччина      | Росія      | Україна    | Велика Британія | 14               |
| 2021 | Росія          | Україна    | Латвія     | Румунія         | 22               |
| 2023 | Польща         | RCP        | Україна    | Італія          | 17               |

### Copa America
| Рік  | Чемпіон Америки | 2-ге місце | 3-тє місце | 4-те місце | Команди-учасники |
| ---- | --------------- | ---------- | ---------- | ---------- | ---------------- |
| 2021 | Мексика         | США        | Бразилія   | Колумбія   | 7                |

## Відеоігри
Для Windows компанією Snowball Studios було видано три гри: «Лицарі та купці» (2004), «Каркасон. Нове королівство» (2006) та «Каркасон. Епоха мамонтів». У 2007 році на Xbox 360 компанією Sierra Online була випущена версія для XBLA. Також у 2010 році вийшла версія гри для iOS-пристроїв . Є версія для Android. Віднедавна гра доступна для мобільної платформи Windows Phone.

## Основні видавці серії ігор «Каркасон» у різних регіонах світу
- Hans im Glück (від 2000 року) — Німеччина, країни Центральної Європи
- Hobby World (від 2002) — Росія, СНД, та Україна (до 2024 року)
- Rio Grande Games (2001—2012) — Велика Британія та США
- Z-Man Games (від 2012) — Велика Британія та США
- Devir (від 2001) — Іспанія, Португалія, Латинська Америка
- 999 Games (від 2002) — Нідерланди
- Brain Games (від 2004) — країни Балтії
- Mindok — Польща та Чехія.

## Нагороди
- 2012 Ludo Award Переможець у номінації «Найкраща настільна гра» за версією редакції
- 2011 Jocul Anului în România «Найкраща гра румунською мовою», фіналіст
- 2004 Vuoden Peli Family Game of the Year, переможець у номінації «Сімейна гра року»
- 2004 Чеська премія Hra Roku в номінації «Гра року», номінант
- 2002 Årets Spel Найкраща сімейна гра, переможець
- 2001 Німецька премія «Гра року» (Spiel des Jahres).
- 2001 Nederlandse Spellenprijs, номінант
- 2001 International Gamers Awards — загальна стратегія; номінант на багатокористувацьку гру
- 2001 Deutscher Spiele Preis — Найкраща сімейна/доросла гра, переможець
- 2000 Meeples' Choice Award